# هوراس آرمیتاژ
هوراس آرمیتاژ (انگلیسی: Horace Armitage؛ زادهٔ) بازیکن فوتبال اهل بریتانیا است.
از باشگاه‌هایی که در آن بازی کرده‌است می‌توان به باشگاه فوتبال گالاتاسرای و باشگاه فوتبال فنرباغچه اشاره کرد.